# Bò lai Sind
Bò Lai Sind là giống bò lai tạo từ con bò Sindhi đỏ đực thuần với  bò cái vàng Việt Nam. Đây là loại bò có tỷ lệ dòng máu của bò Lai Sind do đó mang nhiều ưu điểm hơn so với các giống bò thông thường.
Ưu điểm cụ thể là: mắn đẻ, nuôi con tốt, thích nghi được với điều kiện khí hậu nóng ẩm, ít bệnh, dễ nuôi, tính phàm ăn, kháng bệnh tốt và chịu được kham khổ. Nhờ những ưu điểm này mà bò Lai Sind hiện đang được nuôi rất phổ biến tại Việt Nam.

## Ngoại hình và đặc điểm -Tính trạng
- Bò lai Sind có tam vóc trung bình so với các giống bò ở Việt Nam, đa số khỏe mạnh, màu lông vàng hoặc đỏ sẫm.
- Bò lai Sind có đầu hẹp, trán gồ, tai to cụp xuống,yếm và rốn rất phát triển, u vai nổi rõ, lưng ngắn,ngực sâu, mông dốc, bầu vú không quá phát triển, đa số đuôi dài và đoạn chót không có xương.
- Bò lai Sind có lông màu cánh gián, con đực trưởng thành nặng 450–500 kg, con cái nặng 320–350 kg. Khối lượng sơ sinh 20–21 kg

- Bò lai Sind thích nghi với khí hậu nóng ẩm, chịu đựng gian khổ, ít bệnh tật.
- Bò lai Sind được nuôi để cày kéo là chủ yếu